# Aloe musapana
Aloe musapana é uma espécie de liliopsida do gênero Aloe, pertencente à família Asphodelaceae.